# Халіл Рза Улутюрк
Халіл Рза Улутюрк (азерб. Xəlil Rza Ulutürk), (21 жовтня 1932, Сал'ян – 22 червня 1994, Баку) був Азербайджанським поетом.

## Освіта і кар'єра
У 1954 році закінчив факультет журналістики Азербайджанського державного університету (нині Бакинський державний університет). Два роки відвідував курси літератури для письменників і поетів в Інституті літератури імені Максима Горького. Після закінчення навчання працював у журналі «Азербайджанська жінка». Халіл Рза отримав ступінь доктора філологічних наук у 1985 році. З 1969 року до своєї смерті працював в Інституті літератури в Баку.
У січні 1990 року Халіл Рза був заарештований як лідер азербайджанського національного руху проти Радянського Союзу і був ув'язнений на 22 місяці в сумнозвісній Лефортовській в'язниці в Москві. Під час Першої Нагірно-Карабахської війни його син Тебріз загинув у боях на передовій.

## Перелік робіт
Халіл Рза опублікував близько 35 книг (приблизно 20 за життя, а решта, коли його дружина зібрала його твори та опублікувала їх). Серед його найвідоміших книг:
- Məhəbbət dastanı (Вірш кохання, 1961)
- Ucalıq (Престиж, 1973)
- Hara gedir bu dunya? (Куди котиться цей світ? 1983)
- Davam edir '37 (1937 Все ще живе, 1991)
- Ayla günəş arasında (Між сонцем і місяцем, 1992)
- Mən şərqəm (Я – Схід, 1994)

## Визнання
У 1992 році Халілу Рзі було присвоєно звання народного поета Азербайджану, а в 1995 році він був посмертно нагороджений орденом Незалежності (Istiglal Ordeni). Халіл Рза помер у Баку і похований на кладовищі Почесних (Фахрі Хіябан).

## Зовнішні посилання
- Poems by Khalil Rza Uluturk, Azerbaijan International Magazine